# Je deviens moi
Je deviens moi è il primo album in studio del cantante francese Grégory Lemarchal, pubblicato nel 2005.

## Tracce
1. Je deviens moi (Peter Plate, Ulf Leo Sommer, Anna R., Katia Landreas) — 3:37
2. Je suis en vie (Alana Filippi, Rémi Lacroix) — 3:44
3. Écris l'histoire  (Francesco de Benedittis, Paul Manners, David Esposito) — 4:17
4. À corps perdu (Alexandre Lessertisseur, R. Jericho, V. Filho) — 4:13
5. Le feu sur les planches (Eleonor Coquelin, Laurent Mesambret) — 4:16
6. Je t'écris (Yvan Cassar, Marc Lévy) — 6:44
7. Pardonne-moi (Frédéric Kocourek, Julien Thomas) — 4:08
8. Mon ange (Benedittis, Manners, Esposito, Chet) — 3:59
9. Promets-moi (Coquelin, Mesambret) — 3:36
10. Il n'y a qu'un pas (Filippi, Lacroix) — 3:54
11. Le bonheur tout simplement (Romano Musumarra, Luc Plamondon) — 3:59
12. Une vie moins ordinaire (Katia Landreas, Francis Eg White, Louis Elliot) — 4:09